# Четушка
Чету́шка — русская единица измерения объёма жидкости (речь прежде всего идёт о водке), применявшаяся до введения метрической системы мер. Иначе называлась «пятидесяткой», так как составляла 1/50 ведра. В пересчёте на метрическую систему 1 четушка = 246 миллилитров. Своё название «четушка» берёт от пары чарок (чета), которые и вмещала. «Сороковка» как стеклянная посуда появилась позднее, и определённое время она называлась «большой четушкой».
С введением метрической системы слово «четушка», потеряв смысловое наполнение, преобразовалось в небезызвестную «чекушку» («четвертинку») и «четок» (водки), составляющую 0,25 литра и по объёму приблизительно ей равной.